# 多米尼加红尾蚺
多米尼加红尾蚺（学名：Boa nebulosa）是蚺科蚺属下的一个物种，该物种是多米尼克的特有物种。

## 形态
多米尼加红尾蚺具有较为突出的吻部，背部颜色较深，呈灰棕色，腹部呈灰烬色，有黑色斑点，下唇颜色为灰色。